# Tafereel met gracht
Tafereel met gracht is een artistiek kunstwerk in Amsterdam-West.
In de jaren tien en twintig werd er druk gebouwd aan de woonwijk Houthavens. Deze bouw ging gepaard met het aanbrengen van kunstwerken in de (semi-)openbare ruimten. Op kniehoogte verscheen Voortdurend van Marjet Wessels Boer en op dakniveau De spreeuwen van Piet Parra. Naast privé-uitingen van kunst, kwam er in juli 2023 een nieuw kunstwerk bij, niet van erkende kunstenaars, maar van leerlingstratenmakers Manolito van Bommel en Justen Groot. Zij volgden een beroepsopleiding aan SPG Noord-Holland en wonnen daar in maart 2023 met een ontwerp in verplicht werk de gouden straatmakershamer van Het Noord-Hollands Kampioenschap Straatmaken. Dat hun werk daarna naar Amsterdam zou verhuizen vormde een onderdeel van de prijs. Het werd gelegd in de Houthavenkade, een nieuwe kade aan de nieuw gegraven Houthavengracht.
De sierbestrating van circa 25 m² bestaat uit een rijtje grachtenhuizen staande op een welfbrug over een gracht.